# رول‌اسکیت هنری
رول‌اسکیت هنری (به انگلیسی: Artistic roller skating) یا پالیزه هنری رشته‌ای ورزشی است مشابه اسکیت نمایشی که در آن به جای اسکیت روی یخ از رول‌اسکیت کواد استفاده می‌شود. در رقابت‌های رول‌اسکیت هنری هم از رول‌اسکیت‌های کواد و هم اینلاین استفاده می‌شود اما بیشتر رول‌اسکیت‌های کواد به کار می‌روند.